# 요시다촌 (아이치현 지타군)
요시다촌(吉田村)은 아이치현 지타군에 설치되었던 촌이다. 현재의 오부시 서부에 해당한다.